# 小城郡
小城郡是過去位于日本佐賀縣的郡，已於2005年3月1日因轄內所有町村合併為小城市而廢除。
廢除前管轄的町村包括：
- 蘆刈町
- 牛津町
- 小城町
- 三日月町

過去的範圍包含現在的小城市全部地區、多久市全部地區、佐賀市的部分地區與江北町的部分地區。

## 歷史

### 年表
- 1889年4月1日：實施町村制，小城郡下轄：小城町、三里村、岩松村、晴田村、三日月村、牛津村、砥川村、蘆刈村、東多久村、西多久村、南多久村、北多久村、多久村、南山村、北山村。（1町14村）
- 1894年4月24日：牛津村改制為牛津町。（2町13村）
- 1932年4月1日：三里村、岩松村、晴田村被併入小城町。（2町10村）
- 1949年4月1日：北多久村改制為北多久町。[1]（3町9村）
- 1954年5月1日：北多久町、南多久村、東多久村、西多久村、多久村合併為多久市，並脫離小城郡。（2町5村）
- 1956年9月30日：（2町2村）
  - 砥川村被廢除，轄區分別被併入牛津町與杵島郡江北町。
  - 南山村、北山村與佐賀郡小關村合併為富士村（現已合併為佐賀市），並隸屬佐賀郡。
- 1967年4月1日：蘆刈村改制為蘆刈町。（3町1村）
- 1969年1月1日：三日月村改制為三日月町。（4町）
- 2005年3月1日：蘆刈町、牛津町、小城町、三日月町合併為小城市，並脫離小城郡，同時小城郡因無管轄町村而廢除。

### 變遷表
| 1889年以前                     | 1889年4月1日 | 1889年－1944年       | 1945年－1959年        | 1945年－1959年                   | 1960年－1989年        | 1989年－現在               | 現在                       |
| ------------------------------ | ------------ | -------------------- | --------------------- | -------------------------------- | --------------------- | -------------------------- | -------------------------- |
|                                | 小城町       | 1932年4月1日 小城町  | 1932年4月1日 小城町   | 1932年4月1日 小城町              | 1932年4月1日 小城町   | 2005年3月1日 小城市        | 2005年3月1日 小城市        |
|                                | 三里村       | 1932年4月1日 小城町  | 1932年4月1日 小城町   | 1932年4月1日 小城町              | 1932年4月1日 小城町   | 2005年3月1日 小城市        | 2005年3月1日 小城市        |
|                                | 晴田村       | 1932年4月1日 小城町  | 1932年4月1日 小城町   | 1932年4月1日 小城町              | 1932年4月1日 小城町   | 2005年3月1日 小城市        | 2005年3月1日 小城市        |
|                                | 岩松村       | 1932年4月1日 小城町  | 1932年4月1日 小城町   | 1932年4月1日 小城町              | 1932年4月1日 小城町   | 2005年3月1日 小城市        | 2005年3月1日 小城市        |
|                                | 三日月村     | 三日月村             | 三日月村              | 三日月村                         | 1969年1月1日 三日月町 | 2005年3月1日 小城市        | 2005年3月1日 小城市        |
|                                | 蘆刈村       | 蘆刈村               | 蘆刈村                | 蘆刈村                           | 1967年4月1日 蘆刈町   | 2005年3月1日 小城市        | 2005年3月1日 小城市        |
|                                | 牛津村       | 1894年4月24日 牛津町 | 1894年4月24日 牛津町  | 1956年9月30日 牛津町             | 1956年9月30日 牛津町  | 2005年3月1日 小城市        | 2005年3月1日 小城市        |
|                                | 砥川村       |                      |                       | 1956年9月30日 牛津町             | 1956年9月30日 牛津町  | 2005年3月1日 小城市        | 2005年3月1日 小城市        |
| 1956年9月30日 併入杵島郡江北町 |              |                      |                       |                                  |                       |                            |                            |
|                                | 北多久村     | 北多久村             | 1949年4月1日 北多久町 | 1954年5月1日 多久市              | 1954年5月1日 多久市   | 1954年5月1日 多久市        | 1954年5月1日 多久市        |
|                                | 東多久村     |                      |                       | 1954年5月1日 多久市              | 1954年5月1日 多久市   | 1954年5月1日 多久市        | 1954年5月1日 多久市        |
|                                | 南多久村     |                      |                       | 1954年5月1日 多久市              | 1954年5月1日 多久市   | 1954年5月1日 多久市        | 1954年5月1日 多久市        |
|                                | 多久村       |                      |                       | 1954年5月1日 多久市              | 1954年5月1日 多久市   | 1954年5月1日 多久市        | 1954年5月1日 多久市        |
|                                | 西多久村     |                      |                       | 1954年5月1日 多久市              | 1954年5月1日 多久市   | 1954年5月1日 多久市        | 1954年5月1日 多久市        |
|                                | 北山村       | 北山村               | 北山村                | 1956年9月30日 合併為佐賀郡富士村 | 1967年10月1日 富士町  | 2005年10月1日 合併為佐賀市 | 2005年10月1日 合併為佐賀市 |
|                                | 南山村       |                      |                       | 1956年9月30日 合併為佐賀郡富士村 | 1967年10月1日 富士町  | 2005年10月1日 合併為佐賀市 | 2005年10月1日 合併為佐賀市 |